# Final Doom
『Final Doom』（ファイナルドゥーム）は、TeamTNTが開発し1996年に発売されたファーストパーソン・シューティングゲーム。『Doom II：Hell on Earth』と同じ武器、アイテム、モンスターが登場する本作は、id Softwareから正式にライセンスされた製品として発売され、GT Interactive Softwareが供給した。 
Final Doomは、32ステージのmegawads （ステージファイル）非正史（non-canon）の2つのシナリオ、「TNT：Evilution」と「Plutonia Experiment」で構成されている。TNT：Evilutionは新しいサウンドトラックを特徴としているが、The Plutonia ExperimentはDoomとDoom IIの音楽を使用している。Final doomはPC版に加えて、プレイステーション（PS）向けにも発売された。PS版にはFinal DoomとMaster Levels for Doom IIのステージが一つのゲームとしてまとめられていた。 

## ゲームプレイ
Final Doomはスタンドアロンゲームであり、Doom IIを実行する必要はない。PC版は、DoomとDoom IIの両方よりかなり難しいと広く考えられている。 
Final Doomのプレイステーション版のゲームプレイは、Doomのプレイステーション版とほぼ同一であり、加えて、PlayStation Mouseと互換性があった。PCのオリジナルと比較して、プレイステーション版の全体的な難易度は大幅に低下した。難しいステージの多くが削除され、残されたステージでも多くの場合敵が一部削除された（最も顕著なのは、サイバーデーモンが「Baron's Lair」ステージから削除されたことである）。Doomのオリジナルのプレイステーション版と同様に、Final DoomとMaster Levels for Doom IIのオリジナルのPC版の大規模ステージの多くが削除され、技術的な制約により、モンスターのアーチ＝ヴァイルとスパイダー・マスターマインドの両方が削除された。これにより、プレイステーション版は合計30ステージに制限された。Final Doomでフィーチャーされたより伝統的なロックトラックは、後に1997年にDoom 64の音楽を作曲したAubrey Hodgesによる身の毛がよだつような環境音楽に置き換えられた。 
PC版と比較して、プレイステーション版のFinal Doomの表示にはいくつかの顕著な変更がある。PC版でのシンプルなタイトル画面は、元のプレイステーションバージョンのDoomからアニメーション化された炎で満たされた空のテクスチャーを特徴とする、より凝ったタイトル画面に置き換えられた。ステージの空のテクスチャの多くは、別のテクスチャに置き換えられている。一部のステージの空は、以前のDoomゲームでの空のテクスチャに置き換えられているが、他のステージでは、新しい星空のテクスチャを特徴としている。最後に、ほとんどのステージのレイアウトは以前のDoomコンソール移植作と同様に単純化されており、ゲームのフレームレートは最初のPlayStationのDoomゲームよりも低くなることがよくある。通信ケーブルを使っての通信対戦が2種類用意されている。 

## プロット
箱の裏側によると：「いよいよ終わりだ。 Doomシリーズの最終章。それは新しい32ステージの2つのエピソード。EvilutionとPlutonia Experimentを備えたDoomだ。君が始めたものを終わらせる時が来た」 

### TNT：Evilution
TNT：Evilutionにおいて、UACは次元ゲートウェイ技術の開発と実験に再び取り組んでいた。彼らは木星の衛星の1つに基地を設置し、信頼の置けるスペースマリーンの分遣隊が警護に付いた。海兵隊は上手に仕事をこなし、最初の実験的なゲートウェイが開かれると彼らは地獄の勢力を全滅させた。研究はより自信を持って継続され、すべてのセキュリティ対策はゲートウェイに向けられていた。 
数か月後、予定より早く来た毎年の補給船はレーダーで奇妙かつ異常に大きく見えた。怠惰なレーダーオペレーターは何も心配する必要がないと判断した。しかし外に出た基地の職員は恐ろしい真実を目の当たりにする。それは鋼鉄、石、肉、骨および腐敗物で構成された地獄からの宇宙船であった。船の巨大なゲートが開き、基地にデーモンの雨を降らせた。すぐに施設全体が侵略され、全員が殺害またはゾンビ化された。 
主人公である無名のスペースマリーン（月の海兵隊司令官であることが明らかになる）は、そのとき散歩に出ていたため、死やゾンビ化を免れた。インプに攻撃された後、彼は急いで基地に戻り、デーモンの宇宙船が依然として基地の上に浮かんでいるのを見て、何が起こったのかを理解した。それから彼は彼の殺された部隊の復讐を誓い、できるだけ多くのデーモンを殺そうとする。 
最後に、マリーンは罪の聖像を打ち負かし、ゲームは「何かが遠くで鳴り響いている。罪の聖像の荒れ果てた頭蓋骨の中で青い光が輝いている」と説明する。 

### The Plutonia Experiment
The Plutonia Experimentでは、 地獄の壊滅的な地球侵攻の後、世界政府は地獄の力が依然として強いことを知って、起こり得る将来の侵略への対策を講じることを決定した。UACは完全に新しい経営陣（過去の理事と株主はとにかく全員死んでいた）の下で再建され、デーモンの侵略を防ぐツールの開発を目指した。 
科学者は、侵入ゲートの閉鎖と潜在的な侵入の阻止を目的とした「量子アクセラレータ」と呼ばれるデバイスの開発に着手した。 実験は秘密の研究施設で行われ、そこにはマリーンの分遣隊が駐留していた。作業は順調に進んでいるようだったが、新しい研究は外部のクリーチャーの注目を集めた。複合施設中心部でゲートが開き、残忍な恐怖が流れ出した。量子アクセラレーターは優れたパフォーマンスを発揮し、ゲートがすぐに閉じられ、侵入は止まった。研究はより大胆に続けられていった。 
翌日、7つのゲートのリングが開き、さらに大規模な侵略が始まった。量子アクセラレータは1時間で6つのゲートを閉じることができたが、地獄の軍隊は数が多すぎて強すぎた。複合施設は侵略され、全員が殺害されたかゾンビと化した。 最後の地獄のゲートは開いたままであり、次元ゲートを開き、それらを制御・保護する力を持つ強力な巨大な古代のデーモン「ゲートキーパー」によって守られていた。 
量子アクセラレーターが破壊されるか人類に対抗するために使われることになると必死になっていた政府は、すべてのマリーンに直ちにサイトに向かうよう命じた。名前のないマリーンのプレイヤーは、ビーチで休暇を取っていた。彼はまたサイトに最も近く、最初にそこに着いた。 そこで彼は、複合施設内に多くの悪魔的活動（唸り声、詠唱、機械音）があることを発見した。ゲートキーパーは明らかに何かに取り組んでおり、彼の仕事はすぐに恐ろしい結末に達するはずだった。彼はまた、到着した海兵隊が彼らが持つ火力と支援にもかかわらず、デーモンが大量に蔓延る複合施設に侵入できないことに気が付いた。マリーンは複合施設に入り、ゲートキーパーだけを止めることにした。 

## 開発
TNT: Evilutionの開発は、高度なDoom編集メールリストで活動していたWAD作成愛好家グループ「TeamTNT」によって開始された。オンラインで無料ダウンロードとしてリリースされるわずか数日前に、このプロジェクトはid Softwareによって買収され、1995年11月に終了した。 
TNT：Evilutionの4つのステージを寄稿したダリオとミロのカザーリ兄弟は、作成した8ステージのWADをアメリカン・マギーに送り、彼と彼のid Softwareの仲間に感銘を与えることに成功した後、The Plutonia Experimentになるものを作成する仕事が兄弟に割り振られた。彼らは、4か月の間にThe Plutonia Experiment用にそれぞれが16ステージ作成し、1996年1月に制作物を提出した。彼らが作品を提出した後に編集された（4つはまた当時のコンピューターで実行するには大きすぎるために却下された）TNT：Evilutionの時とは異なり、提出物がステージの最終改訂版であり、後にダリオ・カザーリは変更は要求されなかったとの事実を述べた。「その時点で自分のコンピュータを窓から投げ出す準備ができていたので、神に感謝する」。 
ダリオ・カザリはDoomworldのインタビューでThe Plutonia Experimentの難易度を認め、「Plutoniaは常に、ハード（の難易度）でDoom 2を終えて新たな挑戦を求めていた人々のためのものであった。私はいつも自分が制作したステージをハードでプレイし、そして簡単に打ち負かすことができたなら、ステージをより難しくした。それは私にとって挑戦だった」

## 評価
GameSpotでPC版をレビューしたジム・ヴァーナーは、Final Doomは本質的にDoomの単なる新しいステージマップのセットであり、インターネットで無料でダウンロードできるそのようなマップが既に数千もあるため、本作は金の無駄だと主張した。 
GameProのメジャー・マイクは、Final Doomには新しい敵や武器がなく、その上プレイステーション版にはPC版の64ステージと比較して30ステージしか含まれていないと批判したが、彼は「巨大で込み入った、時にはサディスティックなステージ」と新しい風景を気に入った。PlayStation Magazineは9/10のスコアを付け、「必須」と呼んだ。Next Generationのレビュアーの反応は今ひとつであり、彼はオリジナルのDoomのプレイステーション版との対照比較で、Final Doomのフレームレートははるかに低く、操作の精度も低く、テクスチャの継ぎ目がより目立っていたと述べた。エレクトロニック・ゲーミング・マンスリーの4人のレビュアーのうち3人は、 Doomの移植作を見るのはうんざりしており、Final Doomは新たなステージのマップを備えた単なる別のそのような移植作であると述べた。彼らはまた、ゲームエンジンはDoomが最初に発売されてからの数年でひどく時代遅れになったと述べた。クリスピン・ボイヤーだけが新ステージのデザインへの熱意を表明した。